# どうしてこうなった

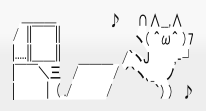
どうしてこうなったのアスキーアート。

どうしてこうなった（どうしてこうなった!とも）とは、主に悪化する状況や予想外の出来事に対して「何故このようなことになってしまったのか」と事柄の変化に呆然として呟くネットスラング、または2ちゃんねる用語の一種である。
2009年、未来検索ブラジルが主催するネット流行語大賞銀賞を受賞。同年10月29日、VOCALOID2初音ミクを用いてニコニコ動画で楽曲を発表しているうどんゲルゲにより『どうしてこうなった』という楽曲も発表された。

## 概要
もともとは2008年頃、P2Pを利用したストリーミング配信ソフトウェア、PeerCastを用いてPlayStation 2のソフト「悟空伝説 MAGIC BEAST WARRIORS」を実況プレイしている最中に、ゲームの配信者であるまんじぇろが誤ってROMファイルを用いたエミュレータと思われる画面を公で晒してしまい、予想外の出来事に焦るまんじぇろが思わず「どうしてこうなった」と呟いたのが元ネタだとされる。
どうしてこうなったはまんじぇろの発言を境にして2008年末、主にニコニコ動画、2ちゃんねるを中心としてアスキーアートも作られ、一躍流行語となった。上記に記載した通り、ネット流行語大賞2009年に於いて銀賞を受賞し、受賞者には「どうしてこうなった」と呟いたまんじぇろが選ばれた。

## AAによる表現
```
　＿＿＿ 
/　||￣￣||　∧＿∧ 
|.....||＿＿|| （ 　　　 ）　　どうしてこうなった・・・ 
|￣￣＼三⊂/￣￣￣/ 
|　　　　|　( ./　　　　 / 
　＿＿＿ 
/　||￣￣||　∧＿∧ 
|.....||＿＿|| （ ＾ω＾ ）　　どうしてこうなった！？ 
|￣￣＼三⊂/￣￣￣/ 
|　　　　|　( ./　　　　 / 
　
　＿＿＿ ♪　∧__,∧.∩ 
/　||￣￣||　ｒ（ ＾ω＾ ）ﾉ　　どうしてこうなった！ 
|.....||＿＿|| └‐、　　　ﾚ´｀ヽ　　　どうしてこうなった！ 
|￣￣＼三　 /￣￣￣/ノ´｀　♪ 
|　　　　|　( ./　　　　 / 
　
　＿＿＿ 　　　　　　　♪　　∩∧__,∧ 
/　||￣￣||　　　　　　　　　_ ヽ（ ＾ω＾ ）7　　どうしてこうなった！ 
|.....||＿＿|| 　　　　　　　　/｀ヽJ　　　,‐┘　　　どうしてこうなった！
|￣￣＼三　 /￣￣￣/ 　´｀ヽ､_　 ノ　　
|　　　　|　( ./　　　　 / 　　　　　｀) ）　♪
```

2009年4月15日、ガイドライン板にて「（＾ω＾）どうしてこうなった！のガイドライン」のスレッドをはじめ、パソコンや椅子まで踊りだしたりする様々などうしてこうなったのバリエーションが豊富となった。